# Крафт, Рэнди
Рэ́нди Сти́вен Крафт (англ. Randy Steven Kraft; род. 1945) — американский серийный убийца. Признан виновным в совершении 16 убийств, подозревается в совершении ещё, по меньшей мере, 67 убийств мальчиков и юношей.

## Биография
Родился в Калифорнии. Рэнди был четвёртым ребёнком в семье. В 1963 году окончил школу и поступил в Claremont McKenna College. Начал работать барменом в гей-баре. В 1968 году получил степень бакалавра по экономике, начал служить в военно-воздушных силах США. В том же году был уволен с военной службы по медицинским показаниям.
На протяжении 1970-х — начала 1980-х годов Крафт совершил десятки убийств юношей и мальчиков, предварительно пытая и насилуя их. В основном, жертвами были случайные попутчики на автострадах Калифорнии. Впервые был арестован в 1975 году по подозрению в убийстве 19-летнего юноши. Однако ввиду слабой доказательной базы Крафта не удалось привлечь к ответственности.
В час ночи 14 мая 1983 года офицеры калифорнийского дорожного патруля остановили автомобиль Toyota Celica, заметив, что тот совершил незаконную смену полосы движения. Полицейские предположили, что автомобилем управлял водитель в состоянии алкогольного опьянения и подали сигнал остановиться. Дело происходило на автостраде Сан-Диего, в Мишн-Вьехо, Калифорния. Вместо того, чтобы дожидаться офицеров, сидя в машине, водитель открыл дверь и быстро пошёл им навстречу, попутно выливая на обочину содержимое пивной бутылки. В его водительском удостоверении было сказано, что мужчину зовут Рэнди Стивен Крафт, ему 38 лет, живёт на Лонг-Бич. Крафт признался, что немного выпивал, но при этом клялся, что сейчас он абсолютно трезв. Однако проверка доказала обратное, и мужчина был арестован за вождение автомобиля в нетрезвом виде.
Однако затем сержант дорожно-патрульной службы решил подойти к машине задержанного. Внутри неё он увидел мужчину, сгорбившегося на пассажирском кресле. Он был накрыт курткой, а в его ногах валялась куча пустых пивных бутылок. На самом видном месте, на водительском кресле, лежал складной нож. Офицер постучал в окно, но пассажир никак не отреагировал. Тогда полицейский самостоятельно открыл дверь и начал будить пассажира Рэнди Крафта. С ног спящего мужчины сползла куртка и обнажила были босые ноги. Оказалось, что его штаны были спущены до колен, обнажая гениталии. Он по-прежнему не реагировал на попытки офицера разбудить его. Тогда полицейский попытался прощупать пульс мужчины и обнаружил на коже его шеи красные следы, похожие на следы от удушенья. В 1:21 ночи прибывшие медики констатировали смерть мужчины.
Во время обыска в доме Крафта были найдены вещи, принадлежащие жертвам. Крафт хранил зашифрованный список своих жертв, всего 67 человек.
В конечном счёте Крафту было предъявлено обвинение в 16 убийствах. Крафт отказался признать себя виновным, однако 29 ноября 1989 года был приговорён к смертной казни. В 2000 году приговор был подтверждён Верховным судом штата Калифорния. На 2024 год, Крафт находится в окружной тюрьме Сан-Квентин и отрицает ответственность за преступления, которые он совершил. 